# Nikolas Dyhr
Nikolas Langbjerg Dyhr (* 18. Juni 2001 in Horsens) ist ein dänischer Fußballspieler. Er steht aktuell beim Randers FC unter Vertrag und war dänischer Nachwuchsnationalspieler.

## Karriere

### Verein
Nikolas Dyhr wurde in Horsens an der Ostküste in Jütland geboren und spielte dort beim Amateurverein Stensballe IK. Dieser kooperiert mit dem AC Horsens, dem größten Verein der Stadt, und so wechselte er später in die Talentskolen (deutsch „Talentschule“) des Vereins. Einige Jahre später zog es Dyhr in das Nachwuchsleistungszentrum des FC Midtjylland. Sein Profidebüt gab er am 11. August 2019 beim 2:0-Sieg am 5. Spieltag der Superligæn bei seinem ehemaligen Verein aus Horsens. Bereits im Juni 2019 erhielt Dyhr einen Fünfjahresvertrag. In der Zeit nach seinem Debüt war er über weite Strecken der Hinrunde erste Wahl auf der Position des Innenverteidigers, wurde aber auch als linker Außenstürmer oder als linker Mittelfeldspieler eingesetzt. Nikolas Dyhr kam zu 14 Einsätzen, wobei er in 13 Partien über die volle Distanz spielte. Nach der Winterpause verlor er seinen Stammplatz und kam lediglich am 35. Spieltag bei Brøndby IF in der Meisterrunde zu einem Kurzeinsatz. Der FC Midtjylland wurde letztlich Meister. Als Meister nahm der Verein an der Qualifikation zur UEFA Champions League teil, wo der FC Midtjylland sich gegen Ludogorets Rasgrad, gegen den BSC Young Boys und gegen Slavia Prag durchsetzte und sich somit für die Gruppenphase qualifizierte. Dort gehörte Dyhr in fünf von sechs Spielen zum Spieltagskader, kam aber nicht zum Einsatz, im Ligaalltag sah es auch nicht besser aus und so kam er zu lediglich drei Einsätzen. Im Januar 2021 wurde er schließlich in seine Geburtsstadt an seinen ehemaligen Verein AC Horsens verliehen. Dort war Nikolas Dyhr Stammspieler, der bei 17 von 19 möglichen Ligaspielen zumeist als linker Mittelfeldspieler eingesetzt wurde.
Ab der Saison 2021/22 gehörte er wieder zum Kader von Midtjylland und bestritt in seiner ersten Saison als Rückkehrer 25 von 32 möglichen Ligaspielen mit einem Tor sowie sechs Pokalspiele und neun Spiele im Europapokal mit einem Tor für den Verein. In der Saison 2022/23 waren es 13 von 17 möglichen Ligaspielen, in denen er wiederum ein Tor schoss, sowie zwei Pokalspiele und sieben Spiele im Europapokal. 
Ende Januar 2023 wurde er an den belgischen Erstdivisionär KV Kortrijk für den Rest der Saison ausgeliehen. Dyhr bestritt dort nur eins von 11 möglichen Ligaspielen, bei dem er eingewechselt wurde.
Nach seiner Rückkehr zum FC Midtjylland wechselte er Anfang 2024 zu St. Louis City in die MLS. Dort bestritt er lediglich sechs Spiele, bevor er im Sommer desselben Jahres zurück in die Superliga zum Randers FC wechselte.

### Nationalmannschaft
Nikolas Dyhr absolvierte von 2016 bis 2017 zehn Partien für die dänische U16-Nationalmannschaft und schoss dabei zwei Tore. Danach lief er für die U17-Nationalmannschaft der Skandinavier auf und spielte dabei in 15 Partien (1 Tor), zwei davon bei der Europameisterschaft 2018 in England. Im selben Jahr folgten vier Einsätze für die U18-Nationalelf, ehe Dyhr von 2019 bis 2020 für die dänische U19-Nationalmannschaft spielte und dabei zehn Spiele absolvierte. Am 12. Januar 2020 folgte in einem Testspiel gegen die Slowakei sein erster Einsatz für die U21-Nationalmannschaft von Dänemark.